# 西宮山古墳
西宮山古墳（にしみややまこふん）は、兵庫県たつの市龍野町日山にあった古墳。形状は前方後円墳。現在では墳丘は失われている。

## 概要
兵庫県南西部、揖保川西岸の的場山から延びる丘陵尾根の先端部（標高約50メートル）に築造された古墳である。「西宮山」の地名は、粒坐天照神社（延喜式内社）の所在する「宮山」の西方に位置したことに由来する。1954-1955年（昭和29-30年）に兵庫県立龍野高等学校グラウンド造成に伴う発掘調査が実施されたのち、消滅している。
墳形は前方後円形で、前方部を南西方向に向けた。墳丘外表では円筒埴輪（朝顔形埴輪含む）・形象埴輪（家形・蓋形・石見型盾形埴輪など）が検出されている。埋葬施設は後円部における片袖式の横穴式石室で、南南東方向に開口した。石室の壁面を急に持ち送り、ドーム状（穹窿状）の天井を形成する点で特色を示す。石室内の調査では、金製耳飾のほか、銅鏡・玉類・武器・馬具・須恵器（装飾付須恵器含む）・土師器など多数の副葬品が原位置を保った状態で出土している。特に金製耳飾は、朝鮮半島とのつながりを示す遺物として注目される。
築造時期は、古墳時代後期の6世紀前半-中葉頃と推定され、その後の追葬が認められる。石室内の豊富な副葬品が、盗掘を免れて原位置を保った状態で調査された点で特色を有し、横穴式石室における葬送儀礼を考察するうえで重要視される古墳になる。

## 遺跡歴
- 1954-1955年（昭和29-30年）、兵庫県立龍野高等学校グラウンド造成工事に伴う事前調査（関西学院短期大学の武藤誠ら、1955・1956年に略報）。
  - 1954年（昭和29年）9-10月、墳丘測量・石室玄室部発掘調査：第1次調査。
  - 1955年（昭和30年）8月、前方部・石室羨道部発掘調査：第2次調査。
- 1959年（昭和34年）、出土品が文化財保護委員会から京都国立博物館に管理替。
- 1979年（昭和54年）、出土品の保存修理（京都国立博物館、1982年に報告）。

## 墳丘
墳丘の規模は次の通り。
- 墳丘長：34.6メートル
- 後円部
  - 直径：21.5メートル
  - 高さ：4.5メートル
- 前方部
  - 幅：約13メートル[1]
  - 高さ：3.6メートル[1]

## 埋葬施設
埋葬施設としては後円部において片袖式横穴式石室が構築されており、南南東方向に開口した。石室の規模は次の通り。
- 玄室：長さ3.50-3.78メートル、幅3.27メートル、現存高さ2.45メートル
- 羨道：長さ5.21メートル、幅1.3-1.4メートル、現存高さ1.75メートル

石室は地山面上に構築されており、玄室の奥壁は後円部のほぼ中央に位置する。玄室の平面形はほぼ正方形である。玄室の壁面は急に持ち送り、天井はドーム状（穹窿状）を呈した（調査時点で天井部は崩落）。床面には小礫を敷く。玄門部・羨道中央部にはそれぞれ梱石を置き、その上に割石を積んで閉塞する。羨道の中央部では幅約15センチメートル・深さ約20センチメートルの排水溝が認められ、溝は両側を石で固めて内側には栗石を詰めた構造である。
石室の天井部の崩落のため、石室内の調査では多数の副葬品が原位置を保った状態で検出されている。羨道部左寄りには、大型の器台・脚付子持壺が近接し、墓前儀礼ないし羨道部埋葬の遺物と見られる。また玄室前壁付近で胡簶金具が出土し、奥壁中央部と前壁部の2箇所に須恵器の大型品が集中する。その間の玄室東側では、鉄釘が散乱するとともに朱の散布が認められ、金製耳飾も出土したことから、ここに被葬者の木棺が置かれたとみられる。
播磨地方のドーム状天井の石室としては、姥塚古墳（たつの市新宮町馬立）とともに最古級で最大級の規模になる。石室はグラウンド造成に伴って消滅しているが、石室の石材の一部は、龍野高等学校旧庭園の庭石として遺存する。

## 出土品
石室内の調査で検出された副葬品は次の通り。
- 変形獣形鏡 1
- 短型金製心葉形耳飾 1
- 玉類
  - 銀製三輪玉 1
  - 銀製空玉 3
  - 琥珀製棗玉 2
  - 琥珀製小玉 1
  - ガラス製丸玉 6
  - ガラス製小玉 150
- 銅製花形飾金具 6
- 銅製小釘 1
- 鉄製品
  - 鉄剣 2
  - 鉄製石突 1
  - 鉄鏃 22以上
  - 鉄地金銅張胡簶金具片 21
  - 鉄刀子 4
  - 鉄鍬 1
  - 鉄釘 9
  - 鉄鎹 1
- 馬具
  - 鞍金具
    - 鉄地金銅張磯金具 3
    - 鉄地金銅張覆輪 1

  - 鉄製輪鐙 1
  - 木芯鉄板飾壺鐙 1
  - 鉄地金銅張剣菱形杏葉 4
  - 鉄製環状雲珠 2
  - 辻金具 1
  - 鉄地金銅張釣舌金具 7
  - 鉄地金銅張足金具 4
  - 鉄地金銅張飾金具 75
  - 鉄製鉸具 9
- 須恵器 - 坏蓋19、坏身27、無蓋高坏4、𤭯1、台付装飾壺1、台付子持壺1、台付広口壺1、提瓶1、広口壺5、器台5、甕1、動物形土製品（装飾付須恵器の一部か）1。
- 土師器 - 高坏、壺1、甕片4。

## 関連施設
- 京都国立博物館（京都府京都市） - 西宮山古墳の出土品を保管（常設展示なし）。
- たつの市立龍野歴史文化資料館（たつの市龍野町上霞城）

## 関連文献
（記事執筆に使用していない関連文献）
- 武藤誠 編『兵庫縣竜野市西宮山古墳発掘調査畧報』1955年。
- 武藤誠 編『西宮山古墳発掘調査畧報』関西学院短期大学、1956年。
- 文化財保護委員会 編「兵庫県竜野市日山西宮山古墳出土品一括」『埋蔵文化財要覧』第2、吉川弘文館、1959年。
- 『京都国立博物館蔵 富雄丸山古墳西宮山古墳出土遺物』京都国立博物館、1982年。
- 『図録 西宮山古墳』たつの市立龍野歴史文化資料館〈たつの市立龍野歴史文化資料館図録52〉、2021年。